# Екимово (Вашкинский район)
Еки́мово — деревня в Вашкинском районе Вологодской области.
Входит в состав Пиксимовского сельского поселения, с точки зрения административно-территориального деления — в Пиксимовский сельсовет.
Расстояние по автодороге до районного центра Липина Бора — 48 км, до центра муниципального образования деревни Пиксимово — 8 км. Ближайшие населённые пункты — Легково, Максимово, Онево, Поповка, Бонга.
По переписи 2002 года население — 17 человек.